# Гарднер, Крейг
Крейг Га́рднер (англ. Craig Gardner; 25 ноября 1986, Солихалл) — английский футболист, технический директор клуба «Бирмингем Сити».

## Карьера
Дебютировал в составе «Астон Виллы» 26 декабря 2005 года.
Из-за проблем с защитой в «Астон Вилле», Крейг был переведён на позицию правого защитника. За свою игру был удостоен множества комплиментов от специалистов.
В августе 2007 подписал с «Астон Виллой» новый четырёхлетний контракт до июня 2011.
30 июня 2011 года перешёл из «Бирмингем Сити» в «Сандерленд», подписав контракт на три года.

## Личная жизнь
Младший брат Крейга, Гари Гарднер, также является профессиональным футболистом и выступает за «Бирмингем Сити».

## Достижения
- Обладатель Кубка Футбольной лиги: 2011